# Skønheden og udyret (film fra 1983)
 For alternative betydninger, se Skønheden og udyret (flertydig). (Se også artikler, som begynder med Skønheden og udyret)
Skønheden og udyret er en dansk film fra 1983, skrevet og instrueret af Nils Malmros. Den handler om en teenagepiges forhold til sin far og de konflikter, der opstår mellem børn og forældre, når børn bliver voksne. Filmen vandt både en Robert- og en Bodilpris for bedste film.

## Medvirkende
- Line Arlien-Søborg
- Jesper Klein
- Preben Kristensen
- Merete Voldstedlund
- Carsten Jörgensen
- Eva Gram Scholdager
- Brian Theibel
- Jan Johansen
- Michael Nørgaard
- Lone Elliot